# Блэкли, Джордж
Джордж Ро́берт (Боб) Блэ́кли-младший (англ. George Robert (Bob) Blakley Jr.) — американский криптограф и профессор математики Техасского университета A&M. Внес огромный вклад в развитие методов разделения секрета в криптографии, в частности, предложил векторную схему разделения секрета в 1979 году.

## Биография
Блекли стал бакалавром в области физики в Университете Джорджтауна, затем получил учёную степень (Ph.D.) по математике в Университете штата Мэриленд в 1960 году. После постдокторантуры в Корнеллском и Гарвардском университетах он преподавал
в Университете Иллинойса в Урбане-Шампейне и Университете штата Нью-Йорк в Буффало. В 1970 году он перешёл в Техасский университет A&M, где был заведующим кафедры математики до 1978 года.
Он был членом совета директоров Международной ассоциации криптографических исследований с 1993 по 1995 год. С 2000 года является членом наблюдательного совета Международного журнала информационной безопасности.
Его сын, Джордж Роберт (Боб) Блэкли III, также является исследователем в области компьютерной безопасности.

## Векторная схема разделения секрета
Векторная схема разделения секрета, или же схема Блэкли (англ. Blakley’s scheme) — метод разделения секрета, основанная на использовании точек многомерного пространства. Разделяемым секретом в схеме Блэкли является одна из координат точки в n-мерном пространстве. Долями секрета, раздаваемые сторонам, являются уравнения (n−1)-мерных гиперплоскостей.
Поэтому необходимо знать n уравнений таких гиперплоскостей, чтобы полностью определить точку, содержащую секрет.
Если количество известных гиперплоскостей меньше n, то останется, как минимум, 1 неопределенная степень свободы.
В таком случае секрет не может быть восстановлен, так как множеством пересечения n−1 плоскостей является прямая.

## Награды и почётные звания
В 2001 году Блэкли получил звание почётного доктора от Технологического университета Квинсленда.
В 2009 году стал почётным членом Международной ассоциации исследований в области криптографии за изобретение
общих схем разделения секрета и за ценный вклад в развитие криптографии.